# Alessandro Gramigni
Alessandro Gramigni   (Florència, 29 de desembre de 1968) és un antic pilot de motociclisme italià que va guanyar el Campionat del Món de 125cc de 1992. Va competir també al Campionat del Món de Superbike del 1998 al 2003.

## Carrera esportiva
Després d'obtenir bons resultats com a aficionat, va debutar als Grans Premis la temporada de 1990 amb una Aprilia a la classe de 125cc i acabà la temporada en novena posició. Va guanyar la seva primera cursa al Gran Premi de Txecoslovàquia de 1991 i va acabar la temporada en setè lloc. La seva victòria a Txecoslovàquia també va suposar la primera victòria en Gran Premi d'Aprilia.
El 1992, Gramigni va superar el també italià Fausto Gresini i va guanyar el campionat del món de 125cc, amb victòries al Gran Premi de Malàisia i al Gran Premi d'Hongria. La temporada següent, Gramigni va passar a la categoria dels 250cc, primer amb l'equip de Gilera i després de nou amb Aprilia. Aquella va ser una temporada decebedora, ja que només va aconseguir 2 punts. Va competir dues temporades més a la classe de 250cc, el 1994 amb Aprilia i el 1995 amb Honda.
Després d'una etapa sabàtica de dos anys, va participar en una cursa en la categoria de 500cc al Gran Premi de Malàisia de 1997 i tot seguit va posar fi a la seva carrera en els Grans Premis per a centrar-se en el Campionat del Món de Superbike, on va competir de 1998 al 2001 i després els anys 2003 i 2005. El 2004 va guanyar el Campionat d'Itàlia de Superbike amb l'equip Yamaha Team 391 Racing.

## Resultats al Mundial de motociclisme
Barem de puntuació de 1988 a 1991:
| Posició | 1  | 2  | 3  | 4  | 5  | 6  | 7 | 8 | 9 | 10 | 11 | 12 | 13 | 14 | 15 |
| Punts   | 20 | 17 | 15 | 13 | 11 | 10 | 9 | 8 | 7 | 6  | 5  | 4  | 3  | 2  | 1  |

Barem de puntuació de 1992:
| Posició | 1  | 2  | 3  | 4  | 5 | 6 | 7 | 8 | 9 | 10 |
| Punts   | 20 | 15 | 12 | 10 | 8 | 6 | 4 | 3 | 2 | 1  |

Barem de puntuació de 1993 ençà:
| Posició | 1  | 2  | 3  | 4  | 5  | 6  | 7 | 8 | 9 | 10 | 11 | 12 | 13 | 14 | 15 |
| Punts   | 25 | 20 | 16 | 13 | 11 | 10 | 9 | 8 | 7 | 6  | 5  | 4  | 3  | 2  | 1  |

(Ids. Grans Premis | Llegenda) (Curses en negreta indiquen pole; curses en  itàlica indiquen volta ràpida)
| Any  | Categoria | Moto    | 1       | 2       | 3       | 4       | 5      | 6       | 7       | 8       | 9       | 10      | 11      | 12      | 13      | 14      | 15  | Pos | Pts |
| ---- | --------- | ------- | ------- | ------- | ------- | ------- | ------ | ------- | ------- | ------- | ------- | ------- | ------- | ------- | ------- | ------- | --- | --- | --- |
| 1990 | 125cc     | Aprilia | JPN     | ESP 24  | NAT 22  | GER 7   | AUT 8  | YUG 9   | NED 10  | BEL 22  | FRA 9   | GBR Ret | SWE 2   | CZE 3   | HUN 8   | AUS 9   |     | 9è  | 84  |
| 1991 | 125cc     | Aprilia | JPN 25  | AUS 8   | ESP 16  | ITA 3   | GER 5  | AUT 11  | EUR 17  | NED 3   | FRA 12  | GBR 15  | SM 5    | CZE 1   | MAL     |         |     | 7è  | 90  |
| 1992 | 125cc     | Aprilia | JPN 6   | AUS 2   | MAL 1   | ESP DNS | ITA 11 | EUR 4   | GER 7   | NED 3   | HUN 1   | FRA 5   | GBR 2   | BRA 3   | RSA 3   |         |     | 1r  | 134 |
| 1993 | 250cc     | Gilera  | AUS Ret | MAL Ret | JPN 18  | ESP Ret | AUT 18 | GER 24  | NED Ret | EUR Ret | SM 14   | GBR 16  | CZE     | ITA Ret | USA     | FIM     |     | 30è | 2   |
| 1994 | 250cc     | Aprilia | AUS 17  | MAL 10  | JPN Ret | ESP 17  | AUT 15 | GER 17  | NED DNS | ITA 13  | FRA Ret | GBR Ret | CZE Ret | USA Ret | ARG Ret | EUR Ret |     | 23è | 10  |
| 1995 | 250cc     | Honda   | AUS     | MAL     | JPN     | ESP 14  | GER    | ITA Ret | NED 8   | FRA 15  | GBR     | CZE     | BRA     | ARG     | EUR Ret |         |     | 23è | 11  |
| 1997 | 500cc     | Aprilia | MAL Ret | JPN     | ESP     | ITA     | AUT    | FRA     | NED     | IMO     | GER     | BRA     | GBR     | CZE     | CAT     | INA     | AUS | NC  | 0   |